# 格拉特科恩
格拉特科恩是奥地利施蒂利亚州格拉茨城郊县的一个市镇。总面积34.56平方公里，总人口6936人，人口密度200.7人/平方公里（2001年）。